# 2022年冬季奧林匹克運動會北歐混合式滑雪比賽
2022年冬季奧林匹克運動會北歐混合式滑雪比賽，是2022年冬季奧林匹克運動會的其中一個比賽大項，於2022年2月9日至17日在中國河北張家口國家跳台滑雪中心和國家越野滑雪中心舉行。比賽共設3個小項，均爲男子小項。

## 参赛资格
国际滑雪联合会计划在该大项上分配共55个参赛名额（均为男子名额）。每个国家/地区奥委会最多共可派出5名选手参加该大项，并最多可在一个小项上派出4名选手参赛。入选代表团名单的运动员必须符合奥林匹克宪章和国际滑雪联合会的相关规定。
国际滑雪联合会根据各队在2020年7月1日至2022年1月16日间进行的世界杯分站赛之成绩来计算积分，并依据积分排名来为各国家/地区奥委会分配名额。如果一个国家/地区奥委会取得至少4个名额，则该国家/地区奥委会可参加团体项目。
前50个名额依据积分排名分配，这当中包含一个主办国名额，主办国中国在拥有合资格选手的情况下可使用该名额。最后5个名额视乎可参加团体赛的国家/地区奥委会数来决定，如果少于10个，国际滑雪联合会会优先为先前获得3个名额的国家/地区奥委会分配额外的名额，以便让该国家/地区奥委会能够参加团体赛，当可参加团体赛的国家/地区奥委会达到10个时，国际滑雪联合会会按照原定的分配方法继续分配名额，直到全部分配完毕为止。任何空出的名额会依据积分排名进行重新分配。

### 实际分配情况
以下是北欧两项项目所有名额的实际分配情况：
| 代表团               | 名额数 | 团体席位 |
| -------------------- | ------ | -------- |
| 奥地利               | 5      | 是       |
| 中国                 | 1      | [ 註 1 ] |
| 捷克                 | 4      | 是       |
| 爱沙尼亚             | 1      |          |
| 芬兰                 | 5      | 是       |
| 法国                 | 4→5    | 是       |
| 德国                 | 5      | 是       |
| 意大利               | 4      | 是       |
| 日本                 | 5      | 是       |
|                      | 1      |          |
| 拉脱维亚             | 1      |          |
| 挪威                 | 5      | 是       |
| 波兰                 | 2      |          |
| 俄罗斯奥林匹克委员会 | 3      |          |
| 斯洛文尼亚           | 1      |          |
| 韩国                 | 1      |          |
| 瑞士                 | 1→0    |          |
| 乌克兰               | 1      |          |
| 美国                 | 5      | 是       |
| 总计                 | 55     | 9+1      |

## 賽程
以下是北欧两项项目的具体赛程安排：
| 日期    | 时间  | 项目                          |
| ------- | ----- | ----------------------------- |
| 2月9日  | 16:00 | 个人普通台/10公里跳台滑雪部分 |
| 2月9日  | 19:00 | 个人普通台/10公里越野滑雪部分 |
| 2月15日 | 16:00 | 个人高台/10公里跳台滑雪部分   |
| 2月15日 | 18:30 | 个人高台/10公里越野滑雪部分   |
| 2月17日 | 16:00 | 团体高台/4×5公里跳台滑雪部分  |
| 2月17日 | 19:00 | 团体高台/4×5公里越野滑雪部分  |

## 獎牌榜
| 排名                | 代表团              | 金牌 | 銀牌 | 銅牌 | 总计 |
| ------------------- | ------------------- | ---- | ---- | ---- | ---- |
| 1                   | 挪威（NOR）         | 2    | 2    | 0    | 4    |
| 2                   | 德国（GER）         | 1    | 1    | 0    | 2    |
| 3                   | 日本（JPN）         | 0    | 0    | 2    | 2    |
| 4                   | 奥地利（AUT）       | 0    | 0    | 1    | 1    |
| 总计（共4个代表团） | 总计（共4个代表团） | 3    | 3    | 3    | 9    |

## 獎牌得主
| 項目                       | 金牌                                                                                     | 金牌    | 银牌                                                                              | 银牌    | 铜牌                                                    | 铜牌    |
| 個人普通台/10公里 （詳細） | 文岑茨·盖格尔 · 德国（GER）                                                              | 25:07.7 | 约根·格拉巴克 · 挪威（NOR）                                                       | 25:08.5 | 盧卡斯·格賴德雷爾 · 奥地利（AUT）                       | 25:14.3 |
| 個人高台/10公里 （詳細）   | 约根·格拉巴克 · 挪威（NOR）                                                              | 27:13.3 | 延斯·吕罗斯·奥夫特布罗 · 挪威（NOR）                                              | 27:13.7 | 渡部晓斗 · 日本（JPN）                                  | 27:13.9 |
| 團體高台/4×5公里 （詳細）  | 挪威（NOR） · 埃斯彭·比约恩斯塔 · 埃斯彭·安德森 · 延斯·吕罗斯·奥夫特布罗 · 约根·格拉巴克 | 50:45.1 | 德国（GER） · 曼努埃尔·法伊斯特 · 尤利安·施密德 · 埃里克·弗伦策尔 · 文岑茨·盖格尔 | 51:40.0 | 日本（JPN） · 渡部善斗 · 永井秀昭 · 渡部晓斗 · 山本凉太 | 51:40.3 |